# Effet rebond (psychologie sociale)
Pour les articles homonymes, voir effet rebond.
L'effet rebond a  été décrit initialement par Daniel Wegner et al. et systématisé dans un article majeur en 1994 (« Ironic process theory »). Dans une de ses expériences principales, il démontre que lorsqu'on demande aux sujets de réprimer volontairement un stéréotype ou une pensée (« thought suppression »), ce stéréotype ou cette pensée revient en force plus tard, lorsqu'on cesse de le réprimer.

## Expérience
On présente la photo d'un skinhead et on demande à tous les sujets de décrire la vie quotidienne de cette personne. À la moitié des sujets (G1), on demande de faire attention à ne pas donner de réponses stéréotypées, tandis que l'autre moitié (G2) ne reçoit pas cette consigne de répression. Dans un deuxième temps, on montre aux sujets la photo d'un autre skinhead. Cette fois, on demande simplement à tous les sujets de décrire la vie quotidienne de cette personne (pas de consigne d'inhibition).
Les résultats montrent que dans la description du premier skinhead, conformément à la consigne, le groupe G1 donne des réponses moins stéréotypées que le groupe contrôle (G2). Cependant, lors de la description du deuxième skinhead, les sujets qui auparavant avaient eu la consigne de répression (G1) décrivaient la vie quotidienne de ce nouveau skinhead de manière beaucoup plus stéréotypée que le groupe G2 (dont la description n'a que peu varié par rapport à celle du premier skinhead).

## Interprétation des résultats
Les résultats de cette expérience s'expliquent assez simplement en termes d'amorçage. En effet, pour pouvoir inhiber correctement un stéréotype, il faut le définir précisément afin de ne pas commettre d'erreurs. Par conséquent, les sujets G1 ont davantage activé le stéréotype qui est devenu « hyperaccessible », et lorsqu'ils n'ont plus à l'inhiber, le stéréotype réapparaît amplifié.